# Heidi Klum
Heidi Kaulitz z domu Klum (ur. 1 czerwca 1973 w Bergisch Gladbach) – niemiecka modelka i osobowość medialna.

## Kariera jako modelka
Karierę rozpoczęła, mając 18 lat. W 1992 wygrała konkurs organizowany przez magazyn „Petra”. Początkowo robiła karierę w Paryżu, później przeprowadziła się do Stanów Zjednoczonych, by rozpocząć pracę w Nowym Jorku, gdzie brała udział w pokazach firmy bieliźniarskiej Victoria’s Secret obok Naomi Campbell, Karolíny Kurkovej, czy Gisele Bündchen. Była gospodynią pokazów mody Victoria’s Secret w 2002, 2006, 2007 oraz w 2009. W 2010 zakończyła współpracę z marką.
W 2002 wzięła udział w sesji do kalendarza Pirelli 2003. Reklamowała produkty Chanel, a sesje zdjęciowe z jej udziałem można było znaleźć w magazynach „Elle”, „Vogue”, „Marie Claire” czy „Glamour”.
Stała się inspiracją dla Joanne Gair i „użyczyła” swojego ciała w body painting works, w kilku edycjach od 1997 do 2010. Napisała również wstęp do książki Gair pt. Body Painting. Masterpieces na temat malowania na ludzkim ciele.

## Projektowanie i inne przedsięwzięcia finansowe
Zaprojektowała serię ubrań (w tym jedną dla mężczyzn), przedstawioną w niemieckim katalogu wysyłkowym dla panów „Otto”. Ponadto zaprojektowała obuwie dla „Birkenstock”, biżuterię dla „Mouawad”, serię ubrań dla Jordache oraz stroje kąpielowe, które ukazały się w 2002 w Swimsuit Issue, corocznym dodatku do Sports Illustrated. Była jedną z projektantek bielizny damskiej „The Body” dla Victoria’s Secret. Jej seria biżuterii dla „Mouawad” debiutowała później w telezakupach QVC we wrześniu 2006, gdzie 14 spośród 16 stylów zasugerowanych przed modelkę zostało wyprzedanych w ciągu 36 minut. Seria ubrań dla Jordane została wprowadzona w kwietniu 2008.
Sygnuje imieniem dwa gatunki perfum: „Heidi Klum” oraz „Me”. Zaprojektowała makijaż dla Victoria’s Secret jako część ich „Bardzo Seksownej Kolekcji Makijażu” zatytułowanej „The Heidi Klum Collection”. Jest również zaangażowana w rozwój imiennika kwiatów róży o nazwie „Heidi Klum”, które są dostępne w Niemczech.
W 2009 została oficjalną ambasadorką lalki Barbie w 50. rocznicę jej produkcji. Powstała również lalka Barbie na wzór modelki.
W styczniu 2010 wprowadziła dwie linie ubrań dla kobiet w ciąży: „Lavish by Heidi Klum in the Pod” oraz „Loved by Heidi Klum for Motherhood Maternity”.
W październiku 2010 wraz z „New Balance” wylansowała serię modnych ubrań sportowych dla pań dostępnych na Amazon.com. Modelka jest „Real Celebrity” na stronie internetowej Stardoll, gdzie miała serię wirtualnej biżuterii oraz kolekcji ubrań nazwanych Jordache. Użytkownicy mogli udać się pod adres Heidi oraz wirtualnie przeprowadzić z nią wywiad, wysłać zaproszenie albo ubrać lalkę na wzór Heidi.

## Kariera aktorska
Zagrała rozdrażnioną stylistkę fryzur w filmie Dwa w jednym, olbrzymkę w filmie Ella zaklęta oraz Ursulę Andress w Peter Sellers: Życie i śmierć. Pojawiła się epizodycznie również w filmach Diabeł ubiera się u Prady oraz Ktoś całkiem obcy.
Pojawiła się gościnnie w kilku serialach telewizyjnych: Spin City, Seks w wielkim mieście, Tak, kochanie, Gotowe na wszystko, czy Jak poznałem waszą matkę.

## Pozostałe przedsięwzięcia
W 2006 stworzyła własny program telewizyjny o nazwie Germany’s Next Topmodel by Heidi Klum. Prowadziła amerykański program Project Runway, który jest filmowany w Nowej Szkole Projektowania „Parsons”. Jest jedną z jurorek w programie America’s Got Talent (2013–2018) oraz (2020-). W czerwcu 2010 wraz z mężem oznajmili, że będą robić reality show o nich samych, zatytułowany Love’s Divine.
Została przedstawiona jako dr Katya Nadanova w grze Wszystko albo nic o Jamesie Bondzie z 2006. Pojawiła się również w wideoklipie do piosenki „Love Foolosophy” Jamiroquai, „Young Fresh n’ New” Kelis, czy „Secret” swojego ówczesnego męża, Seala.
Wystąpiła w kilku reklamach Volkswagena oraz McDonald’s w niemieckiej telewizji.
W lipcu 2007 znalazła się na trzecim miejscu listy „Najbogatszych supermodelek świata” sporządzonej przez magazyn „Forbes”, który oszacował jej majątek na 8 mln dolarów. W 2008 zajęła pierwsze miejsce listy z dochodami oszacowanymi na 18 mln dolarów.

## Życie prywatne
W latach 1997–2002 jej mężem był Ric Pipino. Następnie przez dwa lata była związana z Flavio Briatorem, z którym ma córkę Leni (ur. 4 maja 2004). 10 maja 2005 poślubiła piosenkarza Seala, z którym ma synów: Henry’ego (ur. 12 września 2005) i Johana (ur. 22 listopada 2006), oraz córkę Lou Sulolę (ur. 9 października 2009). Po sześciu latach małżeństwa, w styczniu 2012, ogłosili separację; rozwiedli się w 2014. Miała romans ze swoim ochroniarzem, Martinem Kirstenem (2012–2014) i kuratorem sztuki, Vito Schnabelem (2014–2017).  W lutym 2019 wyszła za Toma Kaulitza, gitarzystę zespołu Tokio Hotel.